# Tysvær
Tysvær ist eine Kommune im norwegischen Fylke Rogaland. Die Kommune hat 11.715 Einwohner (Stand: 1. Januar 2025). Verwaltungssitz ist die Ortschaft Aksdal. In Tysvær befindet sich die Erdgasaufbereitungsanlage Kårstø, eine der größten Erdgasaufbereitungsanlagen der Welt.

## Geografie

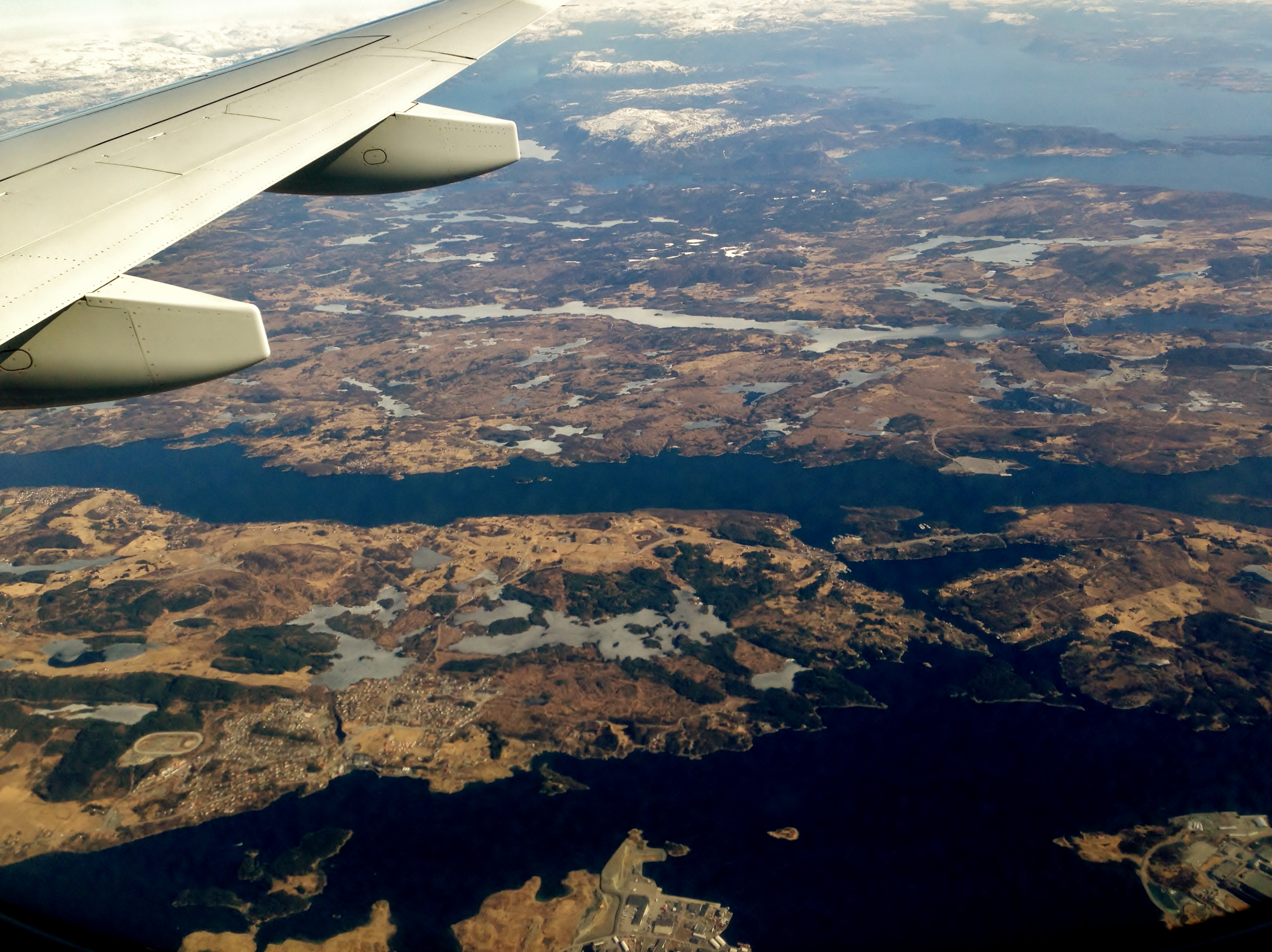
Fjordlandschaft im Westen Tysværs

Die Kommune Tysvær liegt in einer Fjordlandschaft an der norwegischen Südwestküste. Tysvær geht in die Landschaft Haugaland ein und befindet sich auf der Nordseite des Boknafjords, der sich von Westen kommend in das Land einschneidet. Tysværs Landschaft ist durch zahlreiche Seitenarme des Fjords in mehrere Inseln und Halbinseln gegliedert. Der Festlandsanteil der Kommune liegt im Osten von Haugesund auf der Halbinsel Haugesundshalvøya. Im Norden grenzt Tysvær an die Kommune Sveio im Nachbarfylke Vestland und an die Kommune Vindafjord. Die Grenze zu Vindafjord verläuft teils auf dem Land und teils in Fjorden. Vollständig im Fjord Vindafjord befindet sich die Ostgrenze zu Suldal. Die Südostgrenze zu Stavanger verläuft in ihrer gesamten Länge im Boknafjord. Die Inselkommune Bokn im Südwesten ist nur durch die Meerenge Frekasundet von Tysvær getrennt. Die Westgrenze zu Karmøy verläuft fast vollständig im Førresfjord. Im Nordwesten grenzt Tysvær an die Kommune Haugesund.
In Karmøy liegen mehrere Seen, unter anderem das Aksdalsvatnet im Süden des Verwaltungszentrums Aksdal. Die Gesamtfläche der Kommune beträgt 425,53 km², wobei Binnengewässer zusammen 25,6 km² ausmachen. Über 90 % des Gemeindeareals liegt auf einer Höhe von unter 300 moh. Die Erhebung Lammanuten stellt mit einer Höhe von 630,83 moh. den höchsten Punkt der Kommune Tysvær dar.

## Einwohner
Am dichtesten ist der Nordwesten der Kommune und somit das Grenzgebiet zu Haugesund besiedelt. In den 1960er-Jahren begann die Einwohnerzahl kontinuierlich anzusteigen. In der Gemeinde liegen mehrere sogenannte Tettsteder, also mehrere Ansiedlungen, die für statistische Zwecke als eine städtische Siedlung gewertet werden. Diese sind Førdesfjorden mit 4063, Aksdal mit 795, Nedstrand mit 256, Østenstad mit 307, Padlene mit 304, Slåttevik mit 291, Grinde mit 957, Skre mit 52 der insgesamt 1618 Einwohner des Tettsteds und Høie mit 235 Einwohnern (Stand: 1. Januar 2024).
Die Einwohner der Kommune werden Tysværbu genannt. Tysvær hat wie viele andere Kommunen der Provinz Rogaland weder Nynorsk noch Bokmål als offizielle Sprachform, sondern ist in dieser Frage neutral.
| Jahr          | 1986 | 1990 | 1995 | 2000 | 2005 | 2010 | 2015   | 2020   | 2025   |
| ------------- | ---- | ---- | ---- | ---- | ---- | ---- | ------ | ------ | ------ |
| Einwohnerzahl | 7613 | 8013 | 8133 | 8828 | 9370 | 9928 | 10.857 | 11.065 | 11.715 |

## Geschichte
In der Kommune wurden viele archäologische Fund gemacht. In Tysvær stehen die Bautasteine von Bausta, Hedlå, Kjempesver, Nessastøene, Øyraneset, Skårvamyrå, Store nessa und Toftøya. In der Nähe befinden sich der sehr grazile Bautastein Resastaven, die Bautasteine von Erland und die von Grinde. Der Hafen von Nedstrand wurde im 17. Jahrhundert genutzt, um Holz nach Schottland und teils auch in die Niederlande zu transportieren.
Wegen der schlechten Lebensbedingungen in der Region ging im 19. Jahrhundert von Tysvær eine Auswanderungswelle nach Amerika aus. Cleng Peerson stand hinter der von dort ausgehenden ersten organisierten Auswanderungswelle im Jahr 1825. Heute erinnert eine Dauerausstellung an die Geschichte („Reisen til Amerika“).
Die Kommune Tysvær entstand im Jahr 1849, als sie mit damals 2058 Einwohnern von Skjold abgespalten wurde. Skjold verblieb mit 3439 Einwohnern. Im Jahr 1891 wurde von Skjold die Kommune Vats abgespalten. Zum 1. Januar wurde Tysvær mit nun 1862 Einwohnern mit der Kommune Nedstrand sowie mit Teilen der Kommunen Avaldsnes, Skjold, Vats und Vikedal zusammengelegt. Nedstrand brachte 1200 Einwohner ein, Avaldsnes 994, Skjold 1133, Vats 16 und Vikedal zwei Einwohner. Im Jahr 1969 ging der Hof Sponevik von Vindafjord an Haugesund über.

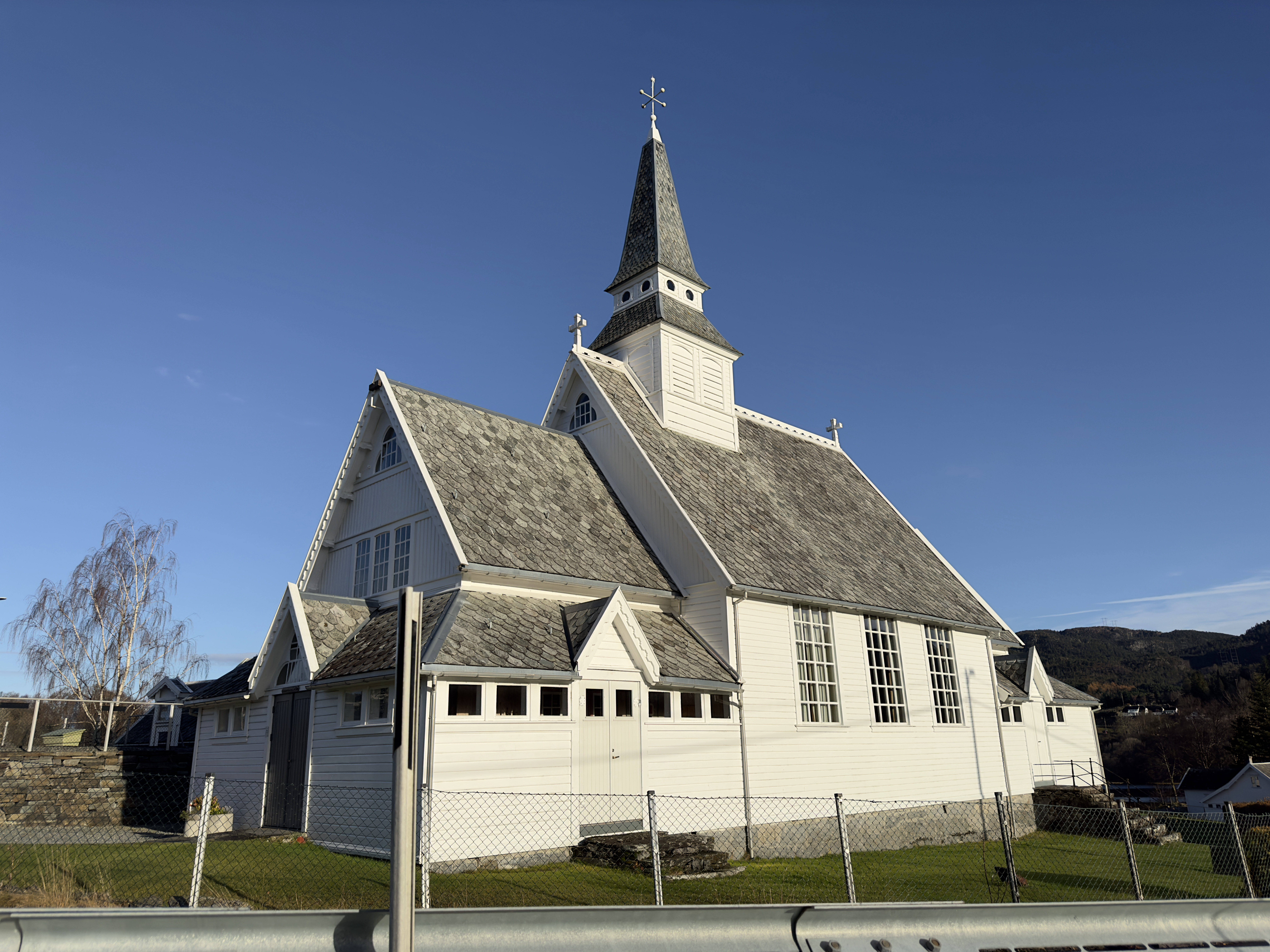
Die Skjoldastraumen kyrkje

In der Kommune befinden sich mehrere Kirchen. Die Tysvær kirke wurde im Jahr 1852 nach einem Entwurf von Hans Ditlev Franciscus von Linstow fertiggestellt. Ebenfalls nach einem Entwurf von ihm, entstand im Jahr 1868 die Nedstrand kyrkje. Weitere Kirchen in Tysvær sind die Førre kirke, die Skjoldastraumen kyrkje und die Aksdal kyrkje.

## Wirtschaft und Infrastruktur

### Verkehr
Über die Meerenge Frekasundet führt die Europastraße 39 (E39) über eine Brücke nach Tysvær. In der Kommune führt sie Richtung Norden. Im Nordwesten mündet die E39 in die Europastraße 134 (E134). Die E134 quert den Norden der Kommune in Nordost-Südwest-Richtung und stellt die Anbindung an die Stadt Haugesund her. Im Süden der Kommune zweigt von der E39 der Fylkesvei 553 in den Westen ab. Der Fylkesvei führt durch den Karmøytunnel in die Kommune Karmøy, wo er sowohl auf der Insel Karmøy als auch auf der Insel Fosen Endpunkte hat. Der 2013 eröffnete Tunnel wurde gebaut, um die Strecke zwischen den beiden Städte Haugesund und Stavanger zu verringern. Bis zur Eröffnung des Ryfylketunnels im Jahr 2019 war er mit rund neun Kilometern Länge der längste Unterwassertunnel Norwegens. Eine wichtige Verbindung innerhalb der Kommune ist der Fylkesvei 515. Er führt von Nedstrand im Südosten der Kommune nach Aksdal im Nordwesten.

### Wirtschaft

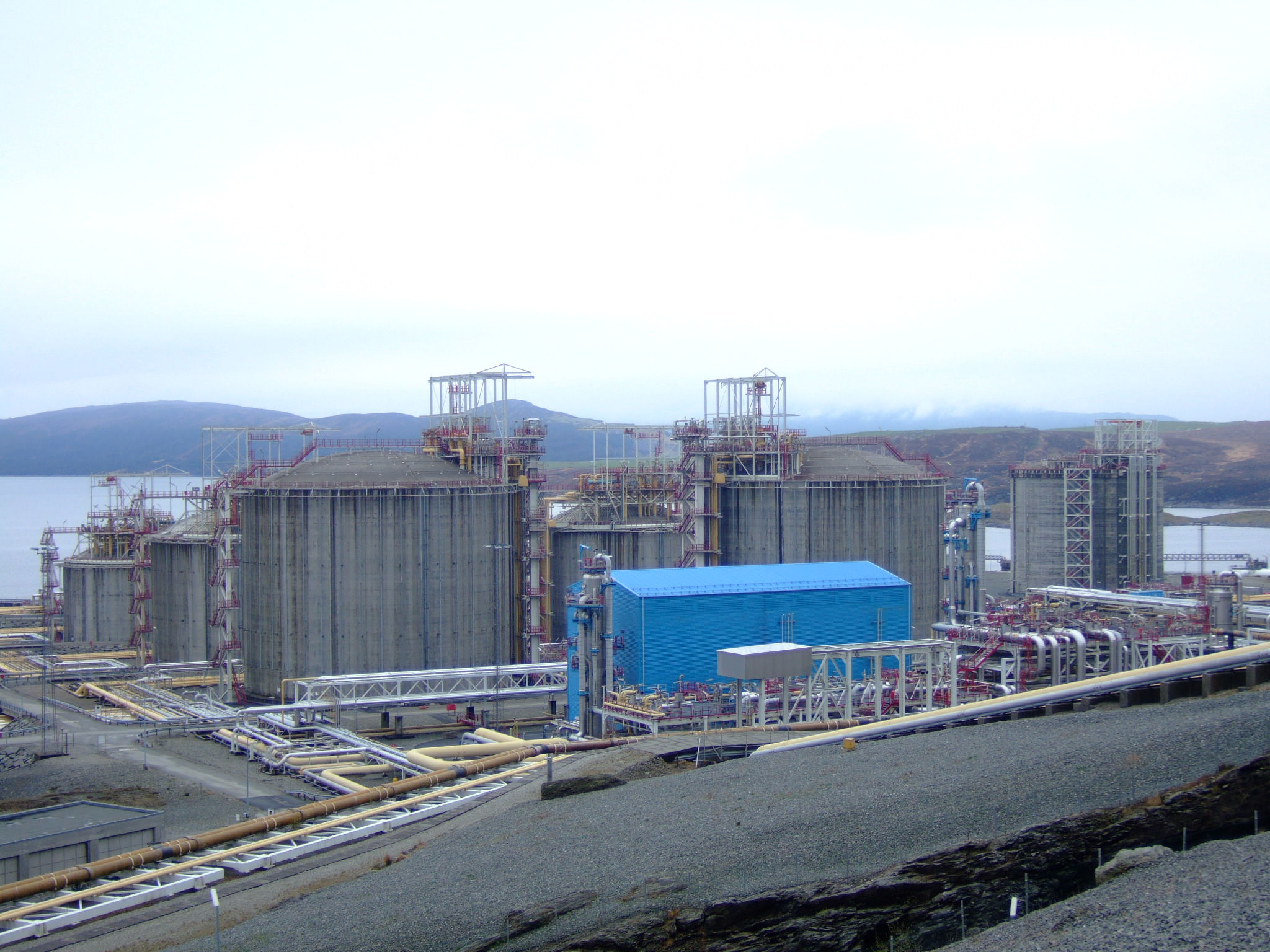
Erdgasaufbereitungsanlage Kårstø

Die Industrie wird durch die Gewinnung von Erdöl und -gas sowie von der darauf ausgerichteten mechanischen Industrie dominiert. Im Süden der Kommune steht die Erdgasaufbereitungsanlage Kårstø, eine der größten Erdgasaufbereitungsanlagen der Welt. Sie ist seit 1985 in Betrieb. Die Anlage wurde über die Jahre an immer mehr norwegische Gasfelder angeschlossen, etwa im Jahr 1993 an das Sleipner-Gasfeld. Seit 1999 wird durch die in Kårstø beginnende Europipe II Erdgas nach Deutschland transportiert. In der Landwirtschaft ist vor allem die Haltung von Rindern, Schafen und Schweinen zur Milch- und Fleischproduktion verbreitet. Fast alle landwirtschaftlich genutzte Flächen werden als Wiesen und Weiden verwendet. In kleinerem Umfang wird Obstbau betrieben. In der Fischerei wird in Tysvær sowohl auf den herkömmlichen Fang als auch auf Aquakulturen gesetzt.
Im Jahr 2021 arbeiteten von rund 5650 Arbeitstätigen nur etwa 2770 in Tysvær selbst. Rund 1630 Personen pendelten in die Nachbarkommune Haugesund. Jeweils über 100 Personen pendelten zudem in die Kommunen Karmøy, Vindafjord, Stavanger und Bergen. Zugleich pendeln viele Personen aus den umliegenden Kommunen nach Tysvær, insbesondere zur Erdgasaufbereitungsanlage Kårstø. Aus der Kommune Haugesund etwa pendelten etwa 1040 Personen nach Tysvær.

## Name
Tysvær wurde im Jahr 1322 als i Teizfyrdi und 1338 als Tæizfiordr erwähnt. Der Name setzt sich aus dem altnordischen Männernamen „Teitr“ und „-vær“ zusammen. Bei „-vær“ handelt es sich um eine dialektale Variante von „-fjord“.

## Persönlichkeiten
- Lars Hertervig (1830–1902), Maler